# Kassilag-Pass
Der Kassilag-Pass (bulgarisch Касилашки проход Kassilaschki prochod) ist ein 2150 m hoher und vereister Bergsattel im westantarktischen Ellsworthland. Im Ellsworthgebirge trennt er die Petvar Heights im Osten vom Hauptkamm der Sentinel Range. Er stellt unmittelbar westlich des Mount Mullen, 2,44 km nordöstlich des Mount Inderbitzen und 2,13 km südöstlich des Mount Milton einen Teil der Wasserscheide zwischen dem nördlich liegenden Kornicker-Gletscher und dem Wessbecher-Gletscher im Süden dar.
US-amerikanische Wissenschaftler kartierten ihn 1988. Die bulgarische Kommission für Antarktische Geographische Namen benannte ihn 2011 nach der Ortschaft Kassilag im Westen Bulgariens.